# Idionella sclerata
Idionella sclerata är en spindelart som först beskrevs av Ivie och Barrows 1935.  Idionella sclerata ingår i släktet Idionella och familjen täckvävarspindlar. Inga underarter finns listade i Catalogue of Life.